# طرطوس
طَرطوس شهر و بندری در جنوب‌غربی سوریه، بر ساحل دریای مدیترانه است. از کهن‌شهرهایی است که به دستور امپراتور کنستانتین در سال ۳۴۶ بازسازی شد و در دورهٔ رومیان و بیزانسی‌ها شکوفا گشت.

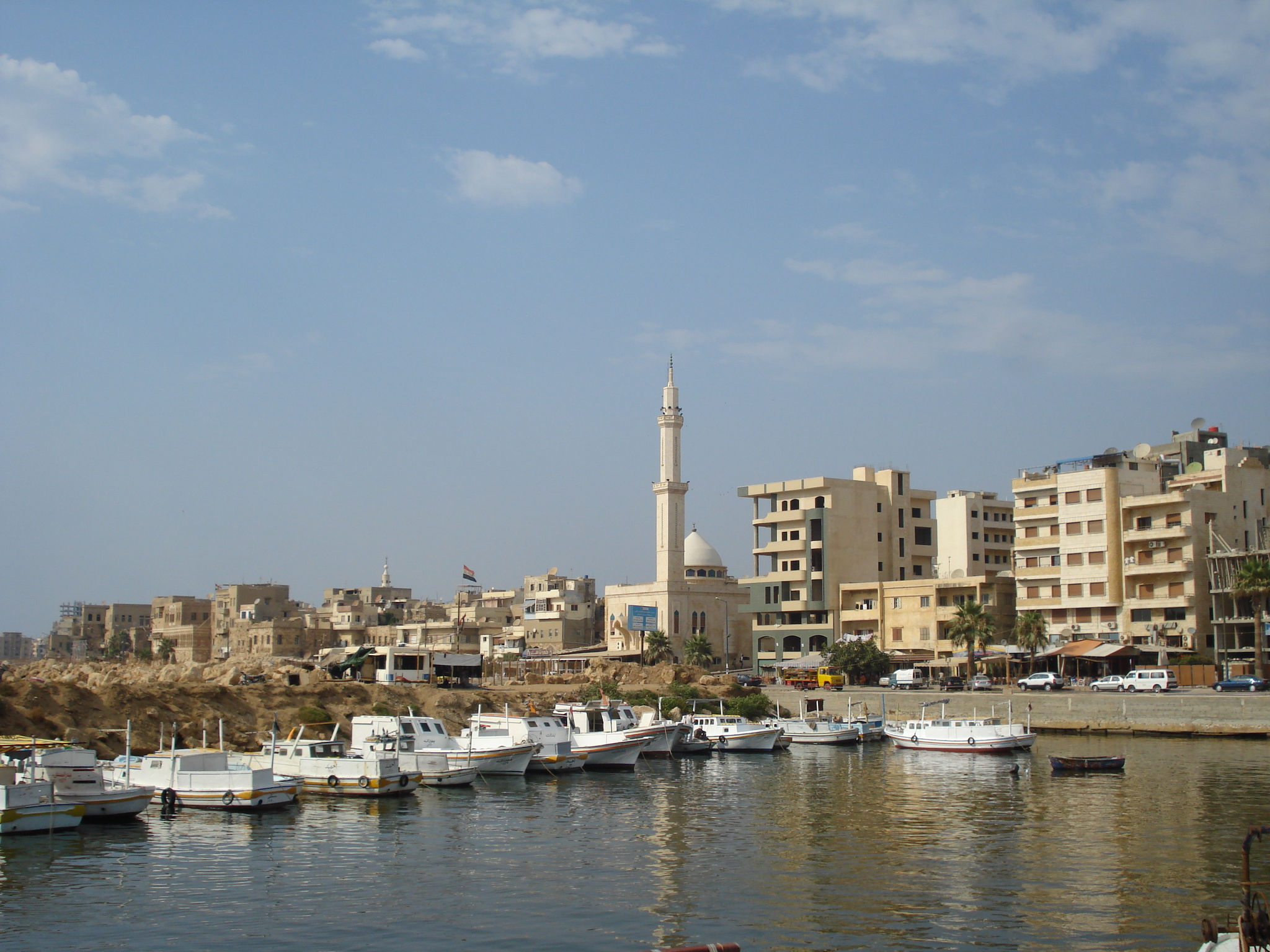
طرطوس

این شهر با ۹۳ هزار نفر جمعیت مرکز استان طرطوس و بزرگ‌ترین شهر این استان است.
طرطوس پس از لاذقیه دومین بندر بزرگ در کرانه‌های سوریه است و شهری است تجاری و گردشگری.
بیشتر مردم طرطوس عرب‌های مدیترانهٔ خاوری هستند ولی در حدود ۳ هزار یونانی‌تبار نیز در شهرک حمیدیه در جنوب طرطوس زندگی می‌کنند.
از زمان آغاز جنگ در عراق، چند هزار مهاجر عراقی نیز به طرطوس آمده‌اند.
جزیره اَرواد که تنها جزیره مسکونی سوریه است در چند کیلومتری کرانهٔ طرطوس واقع شده‌است.
طرطوس هوایی معتدل و بارش زیاد دارد. نمناکی هوا در تابستان گاه به ۸۰ درصد می‌رسد.

## پیشینه
تاریخ طرطوس به سدهٔ دوم پیش از میلاد می‌رسد. در آن زمان یک مهاجرنشین فنیقی به نام آرادوس در این مکان بنیاد شد.
بعدها نام آن به آنتی‌آرادوس تغییر یافت که در لاتین به معنی «روبه‌روی آرادوس» است.

## جمعیت
جمعیت این شهر در سرشماری سال ۲۰۰۴ سوریه، جمعیتی معادل ۱۱۵،۷۶۹ نفر داشته است.

## اهمیت استراتژیک برای روسیه
بندر طرطوس در دوران اتحاد جماهیر شوروی به پایگاهی برای کشتی‌های روسی در دریای مدیترانه بدل شده بود.
نیروی دریایی روسیه در شهر بندری طرطوس در دریای مدیترانه پایگاهی دریایی را تا سال ۲۰۴۲ میلادی در رهن دارد و از آن‌جایی که اگر این پایگاه را از دست بدهد، دریای مدیترانه تبدیل می‌شود به یک دریای تحت کنترل پیمان آتلانتیک شمالی، از این روی شهر بندری طرطوس در روابط سوریه و روسیه دارای اهمیتی استراتژیک است.